# 钟馗捉鬼 (民间传说)
钟馗是中国传统文化中广为流传的辟邪神祇，主要职能为捉鬼驱邪、镇宅除祟。其形象多以面貌刚猛、仪态威严出现，在历代民间信仰、节俗文化与宗教仪式中具有重要地位。钟馗的传说最早可见于北宋沈括的《梦溪笔谈》，其后逐渐演化为丰富多样的民间故事和视觉艺术主题，影响深远。其信仰与绘画表现常见于春节年画、门神图像、傩仪表演等场合，体现了中国古代社会对秩序与安宁的文化追求。

## 典故传说
关于钟馗捉鬼传说的文献记载，以北宋沈括（1031-1095）所著《梦溪笔谈·补笔谈》为较早来源。该书记载了当时所见一幅据称为唐代吴道子所绘的钟馗画像及其题记。题记叙述：唐玄宗（唐明皇）于开元年间在骊山讲武后回宫，身体不适，月余未愈。某夜，玄宗梦见两鬼。小鬼身着绛色短裤，一足穿鞋一足赤脚，腰间悬一鞋，手持大竹扇，盗取杨贵妃（太真）的紫香囊和玄宗的玉笛，绕殿奔逃。大鬼戴帽穿蓝袍，袒露一臂，双足裹皮革，捉住小鬼后剜其眼吞食。玄宗询问大鬼身份，其自称“钟馗氏”，乃武举落第进士。玄宗遂命画师吴道子按梦境绘图。吴道子奉旨作画，完成后呈献，玄宗观后惊叹其描绘与梦境高度一致。
至明代《天中记》引录《唐逸史》所载，钟馗故事基本定型：唐玄宗自骊山返京后患病逾月未愈。病中梦见一小鬼（自称“虚耗”，民间认为虚耗是虚耗资金，耗散吉庆的不祥之兆），盗走杨贵妃香囊和玄宗的御笛。此时另一蓬发虬髯、面目威严、身着蓝袍的大鬼闯入，一下便捉住小鬼，剜眼吞食。大鬼向惊惧的玄宗自报家门，称其为终南山钟馗，因高祖武德年间应试武举不第，羞愤触阶而亡，感念高祖赐绿袍安葬之恩，故立誓为大唐除尽虚耗妖魅。玄宗惊醒，出了一身冷汗，疟疾竟愈。
玄宗召吴道子，命其依梦境绘图。吴道子所作画像极为传神，像是亲眼所见过一般，令玄宗称奇。吴道子称，陛下忧劳成疾，现有钟馗助陛下辟邪，卫护圣体，实在是祥瑞之兆。玄宗听后大喜，赏吴道子一百金，遂在画上提文御批，并敕令官府将吴道子的《钟馗捉鬼图》镂版印刷，与此画的由来故事一起颁行天下。诏令百姓于岁末张贴此图，以期驱邪避祟。
此后，以钟馗为主题的图画除《钟馗捉鬼》外，还衍生出《钟馗斩妖》、《钟馗出行》、《钟馗嫁妹》等，均用于驱邪禳灾。其中“嫁妹”一图，其名或源于“嫁魅”之意，反映了民间对鬼魅既畏惧又试图以礼相待的复杂心态。画面中众小鬼张旗打伞、鼓吹抬轿的场景，为原本以驱邪为主题的“鬼画”增添了独特的喜庆氛围。因此，此画在以钟馗的凶恶威严来辟邪的图画中（例如《天中驱邪》、《钟馗捉鬼》、《神荼郁垒》），独具一格。

## 历史记载

### 典故传说与起源考证
关于钟馗的记载，现存最早文献见于北宋沈括（1031-1095）的《梦溪笔谈·补笔谈》，其中提及一幅传为唐代吴道子所绘的钟馗画像及题记。至明代《天中记》引录《唐逸史》所载故事，钟馗捉鬼传说基本定型。

### 唐代习俗的实证
盛唐以来，皇帝岁末赐予大臣钟馗画像已成惯例，相关记载颇多：
- 唐玄宗时期大臣张说（667-730）的《谢赐钟馗及历日表》，记载了获赐钟馗画融入新春年俗的情景。
- 诗人刘禹锡（772-842）的《为李中丞谢钟馗历日表》和《为杜相公谢钟馗历日表》，记录了唐德宗时期宫廷颁发钟馗画像用于岁末驱邪的习俗。
- 敦煌遗书中发现的唐代写本《除夕钟馗驱傩文》，提供了钟馗在除夕傩仪中扮演驱邪主角的证据。

这些记载表明，至迟在唐玄宗时代，钟馗作为驱邪之神的形象已广泛流传于宫廷与民俗之中。

### 钟馗形象的早期描绘
北宋鉴赏家郭若虚在《图画见闻志》中，描述了五代时期画家石恪（非吴道子）所作钟馗像的特征：身着蓝衫，眇一目，跛一足，头戴巾帽，蓬发，腰插笏板，左手捉鬼，右手剜鬼目。这是现存有关钟馗形象最早的画像。

### 起源的多种假说
由于正史记载阙如，钟馗的起源存在多种推测：
1. 傩仪演变说： 有学者认为“钟馗”之名或源于殷商著名巫师“仲虺”（擅长求雨），因发音相近在流传中讹变。敦煌《除夕钟馗驱傩文》提到，有一种驱鬼的仪式称为“傩”，表演的是钢头银额的钟馗，身披豹皮，全身涂满朱砂。其率领十万丛林怪兽，抓捕世上的孤魂野鬼。虽《新唐书·仪礼志》记载的国家傩舞由方相氏主导，但后世傩舞依旧被称为“跳钟馗”。
2. 器物说（椎/终葵说）：汉代画像砖中可见持大棒（椎）打鬼的勇士形象，因此清代学者顾炎武认为，“钟馗”二字反切音近“椎”（大木棒），而“终葵”也为古代姓氏，源自殷时代遗民中擅长制作木槌（椎）的氏族。

### 后世形象的强化
在《钟馗全传》、《平鬼传》、《斩鬼传》等文学作品中，钟馗的形象被进一步塑造为刚正不阿、为民除害的正义化身，深受民众敬仰。
综上，钟馗的起源尚无定论，其形象与信仰是漫长历史中民俗、宗教仪式、文学艺术共同塑造的结果。